# Yudai Nishikawa
Yudai Nishikawa (født 19. april 1986) er en japansk fodboldspiller.
Han har spillet for flere forskellige klubber i sin karriere, herunder FC Gifu, Kataller Toyama og Tochigi SC.